# Булс
Булс (енгл. Bulls) је један од шест професионалних јужноафричких рагби јунион тимова који се такмичи у Супер Рагби. Булс је тим из града Преторија и један је од најславнијих рагби јунион тимова са јужне хемисфере, чак три пута су освојили најачу лигу на свету ( 2007, 2009 и 2010. ). Дрес Булса је плаве боје, а утакмице као домаћини играју на Лофтус Версфелд стадиону. Највеће легенде Булса су Виктор Метфилд, Брајан Хабана, Морн Стејн...
- Супер Рагби

- Освајач (3) : 2007, 2009, 2010.

 Састав у сезони 2016
Јирген Визер
Џис Крил
Варик Гелант
Џамба Уленго
Акона Ндунгане
Травис Исмаел
Бјорн Басон
Вилијам Смол-Смит
Јан Серфонтеин
Бургер Одендал
Рајан Нел
Тиан Шомен
Хандре Полард
Пиет ван Зил
Руди Пејџ
Френцоис Хугард
Нардус ван дер Валт
Деон Стегман
Пјер Спис
Роелоф Смит
Виан Лиебенберг
Ханро Лиебенберг
Арно Бота
Жак де Плезис
Жак Енгелбрет
Флип ван дер Мерве
Марвин Ори
Виктор Метфилд
Грант Хетинг
Јако Висаџи
Кали Висаџи
Адриан Штраус
Бандис Маку
Хенкус ван Вик
Дајан ван дер Вестхуизен
Марсел ван дер Мерве
Морн Мелет
Вернер Кругер
Дин Грејлинг 
Ендру Бервинкел